# Rachel Henderson
Rachel Henderson (nascida em 8 de setembro de 1992) é uma jogadora de goalball paralímpica australiana. Integrou a seleção australiana feminina de goalball que disputou os Jogos Paralímpicos de Verão de 2012, realizados em Londres, no Reino Unido.